# São João Baptista (Campo Maior)
São João Baptista ist eine Gemeinde (Freguesia) im portugiesischen Kreis Campo Maior. In ihr leben 3712 Einwohner (Stand 19. April 2021).